# Met-enkefalin
Met-enkefalin, ili opioidni faktor rasta (OGF) je endogeni opioidni peptidni neurotransmiter koji se prirodno javlja u mnogim delovima životinjskog i ljudskog tela. Jedna od primarnih lokacija je segment II dorsalnog roga kičmene moždine. Takođe je prisutan u centralnom nervnom sistemu, kao jedna od dve forme enkefalina. Druga forma je -enkefalin. Za tirozinski ostatak u poziciji 1 se smatra da je analogan sa 3-hidroksilnom grupom morfina.

## Literatura
1. ↑   уреди
2. ↑  Evan E. Bolton; Yanli Wang; Paul A. Thiessen; Stephen H. Bryant (2008). „Chapter 12 PubChem: Integrated Platform of Small Molecules and Biological Activities”. Annual Reports in Computational Chemistry. 4: 217—241. doi:10.1016/S1574-1400(08)00012-1.
3. ↑  „National Cancer Institute: Opioid growth factor”.